# Boris Gaganełow
Boris Gaganełow (ur. 7 października 1941 w Petriczu, zm. 5 czerwca 2020 w Sofii) – bułgarski piłkarz występujący na pozycji obrońcy.
Od 1960 do 1974 grał w CSKA Sofia. Występował w reprezentacji Bułgarii (w latach 1964–1970. Brał udział w mistrzostwach świata 1966 i mistrzostwach świata 1970.